# Glasfaserverstärkter Kunststoff
Glasfaserverstärkter Kunststoff, oft auch kurz Glasfaserkunststoff (GFK), ist ein Faser-Kunststoff-Verbund aus einem Kunststoff und Glasfasern. Als Basis kommen sowohl duroplastische Kunststoffe (z. B. Polyesterharz [UP] oder Epoxidharz) als auch thermoplastische Kunststoffe (z. B. Polyamid) in Frage.
Endlos-Glasfasern wurden erstmals 1935 industriell in den USA als Verstärkungsfasern hergestellt. Die Massenproduktion wurde in den 1930er Jahren von Games Slayter (Owens Corning) und anderen entwickelt – damals diente das Material vor allem der Dämmung von Häusern. Im PKW-Bereich wurde es in den 1950er Jahren eingesetzt, unter anderem im Kaiser Darrin und in der ersten Corvette. Das erste Flugzeug aus GFK war die Fs 24 Phönix der Akaflieg Stuttgart aus dem Jahr 1957.
GFK ist umgangssprachlich auch als Fiberglas bekannt. Das Wort Fiberglas ist ein Anglizismus, der sich aus fiberglass (AE) bzw. fibreglass (BE), dem englischen Wort für Glasfaser, gebildet hat. In der Nicht-Fachwelt wird oft nur von den Fasern gesprochen, wenn von GFK oder kohlenstofffaserverstärktem Kunststoff (CFK) die Rede ist. Immer sind aber die faserverstärkten Kunststoffe gemeint, denn ohne die gestalt- und oberflächengebende Kunststoffmatrix wären die Bauteile gar nicht herstellbar.

## Eigenschaften und Anwendungsgebiete
| Eigenschaften | Eigenschaften |
| --- | ------------- |
| Fasertyp: E-Glasfaser Matrixtyp: Epoxidharz Faservolumenanteil 60 % alle Angaben sind charakteristische Durchschnittswerte |               |
| Grundelastizitätsgrößen |               |
| {\displaystyle E_{\\|}} | 44 500 N/mm²  |
| {\displaystyle E_{\perp }}                                                                                                 | 13 000 N/mm²  |
| {\displaystyle G_{\perp \\|}}                                                                                              | 5 600 N/mm²   |
| {\displaystyle G_{\perp \perp }}                                                                                           | 5 100 N/mm²   |
| {\displaystyle \nu _{\\|\perp }}                                                                                           | 0,25          |
| Dichte |               |
| {\displaystyle \rho } | 2,0 g/cm³     |
| Grundfestigkeit |               |
| {\displaystyle R_{\\|}^{+}}                                                                                                | 1 000 N/mm²   |
| {\displaystyle R_{\\|}^{-}}                                                                                                | 900 N/mm²     |
| {\displaystyle R_{\perp }^{+}}                                                                                             | 50 N/mm²      |
| {\displaystyle R_{\perp }^{-}}                                                                                             | 120 N/mm²     |
| {\displaystyle R_{\perp \\|}}                                                                                              | 70 N/mm²      |
| Wärmeausdehnungskoeffizienten                                                                                              |               |
| {\displaystyle \alpha _{\\|}}                                                                                              | 7·10−6 1/K    |
| {\displaystyle \alpha _{\perp }}                                                                                           | 27·10−6 1/K   |

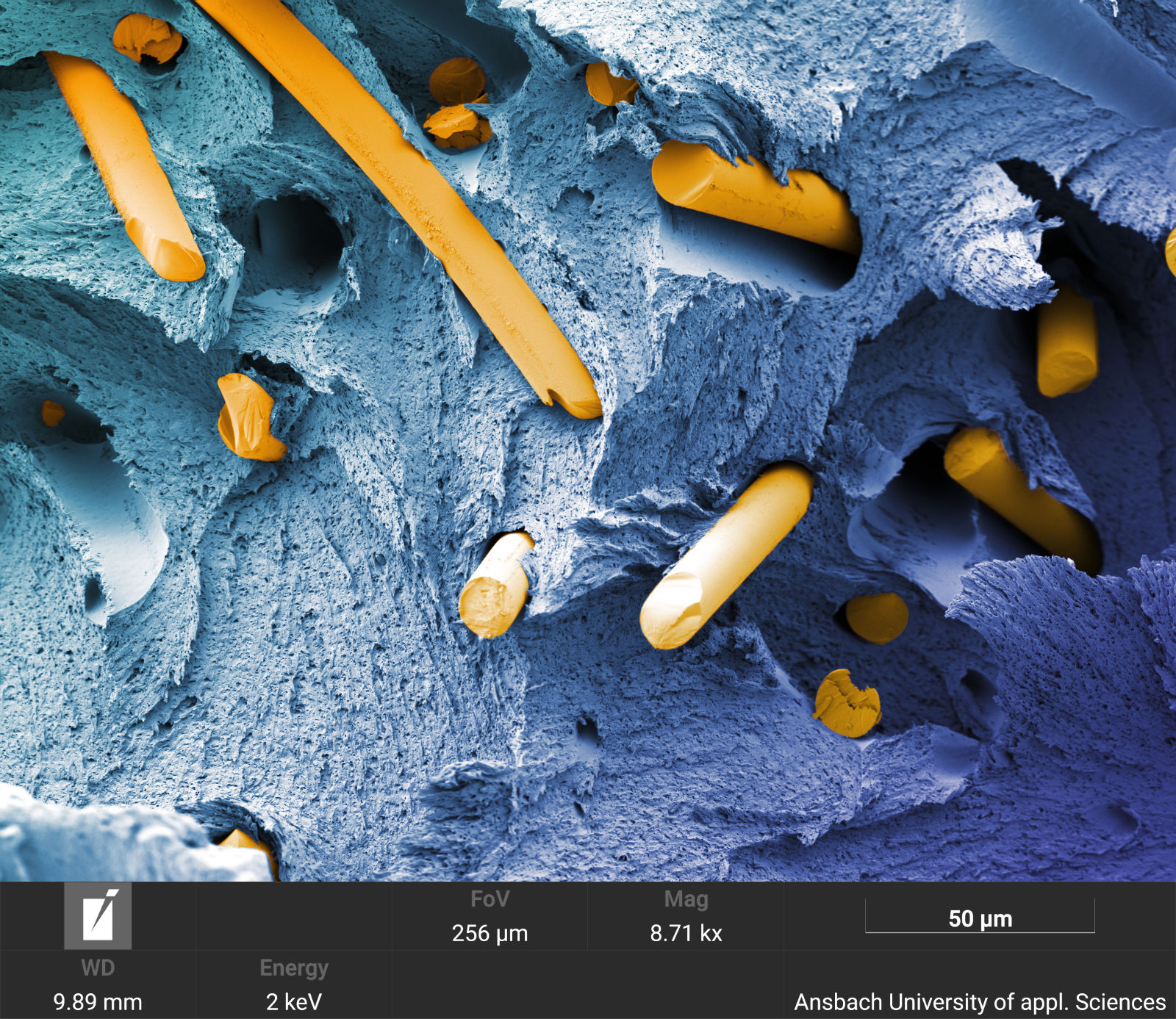
Rasterelektronenmikroskopie der Bruchkante eines Glasfaserverstärkten Kunststoffs. Die Glasfasern sind gelb dargestellt, die Polymermatrix blau. Die Aufnahme wurde künstlich eingefärbt.

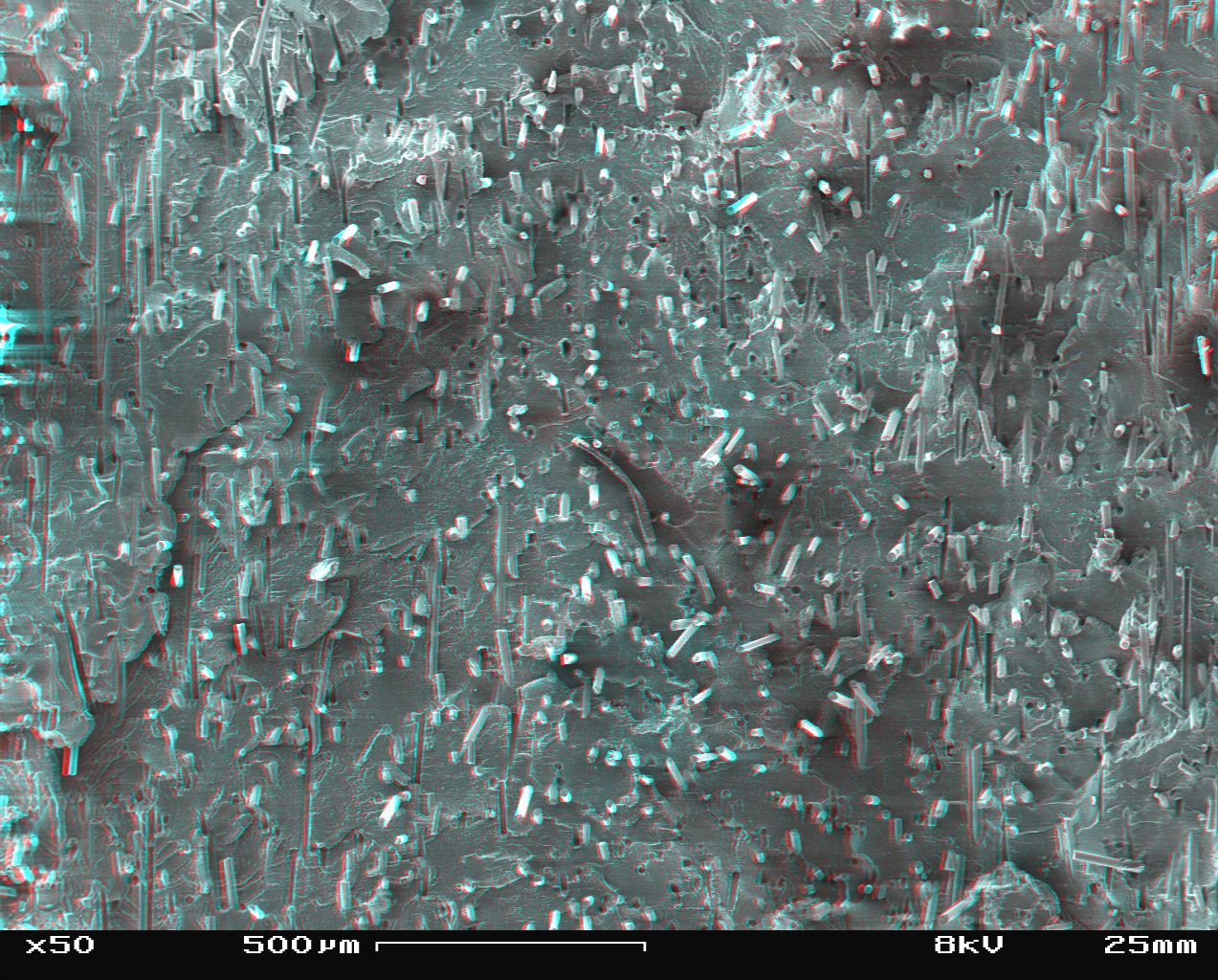
GFK-Bruch im REM in stereoskopischer Darstellung, Vergrößerung 50× (bez. auf Mittelformatnegativ)

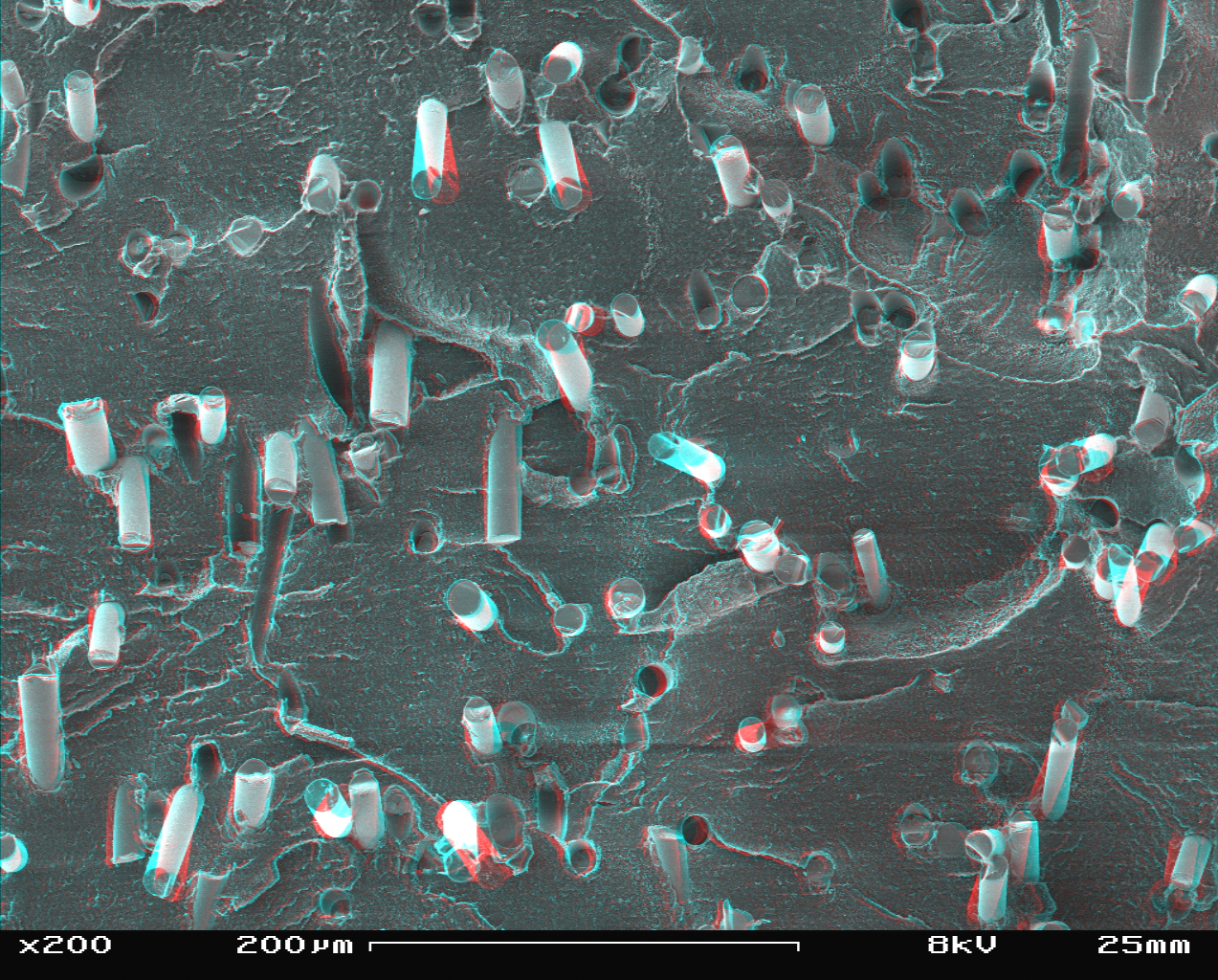
GFK-Bruch im REM in stereoskopischer Darstellung, Vergrößerung 200× (bez. auf Mittelformatnegativ)

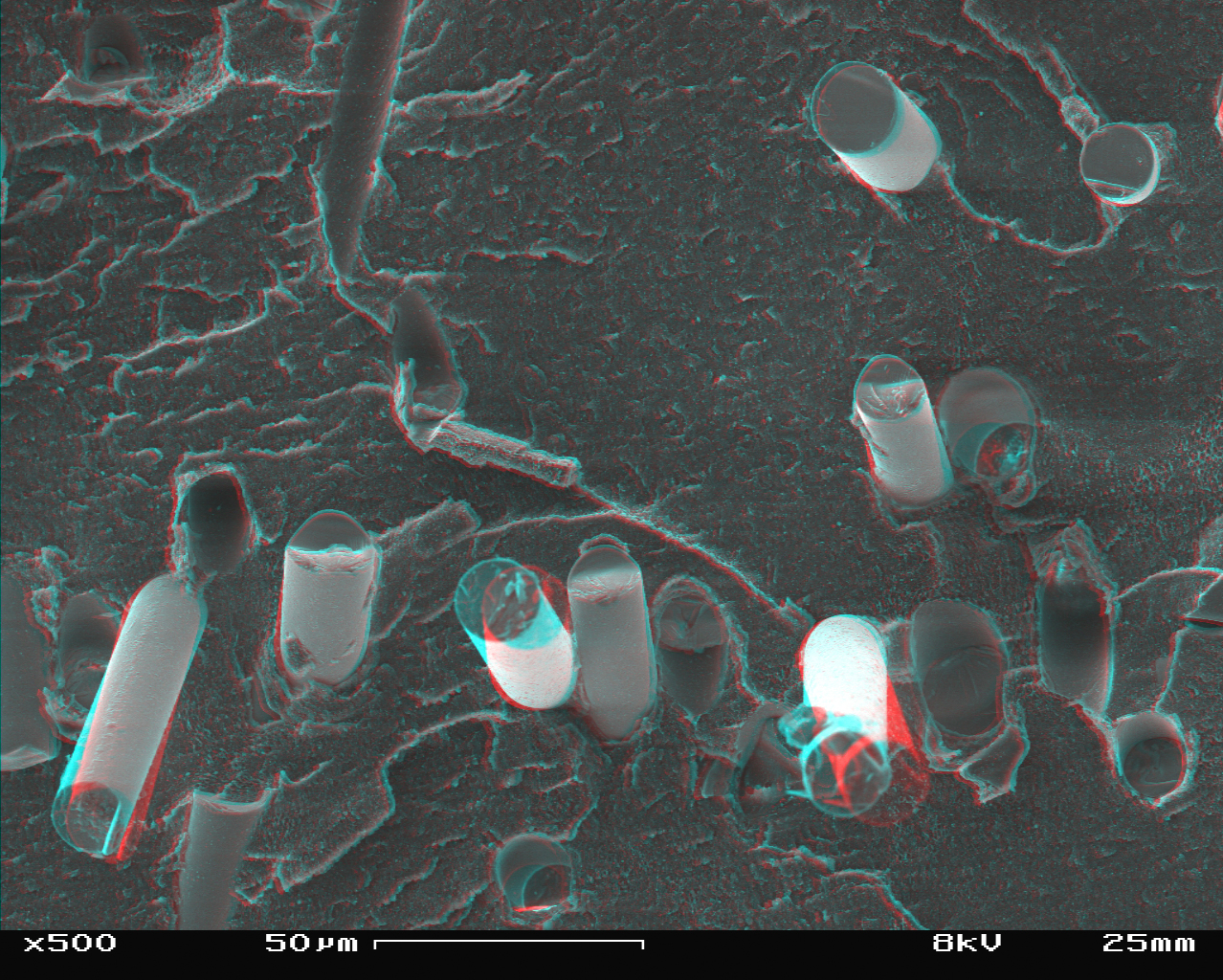
GFK-Bruch im REM in stereoskopischer Darstellung, Vergrößerung 500× (bez. auf Mittelformatnegativ)

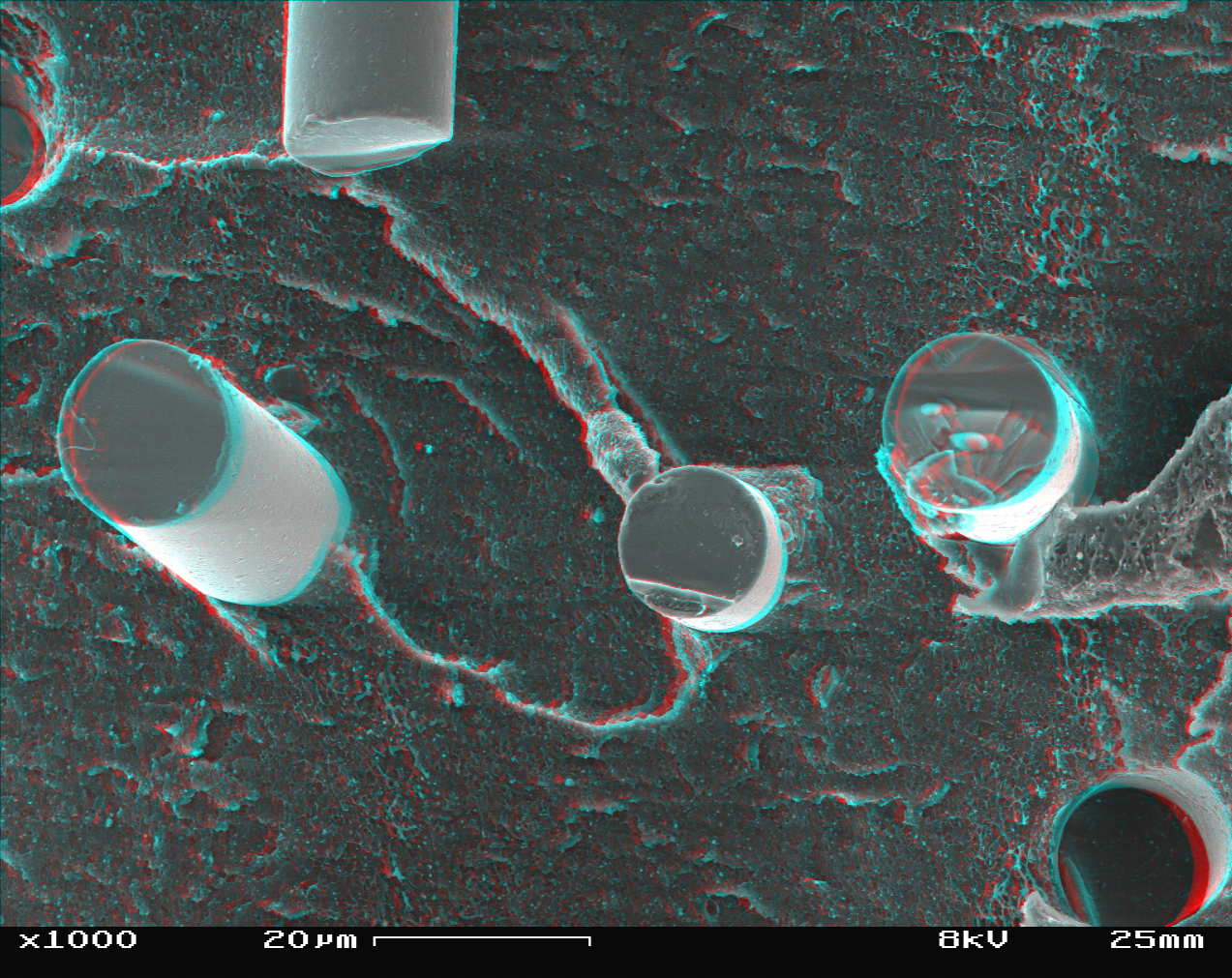
GFK-Bruch im REM in stereoskopischer Darstellung, Vergrößerung 1000× (bez. auf Mittelformatnegativ)

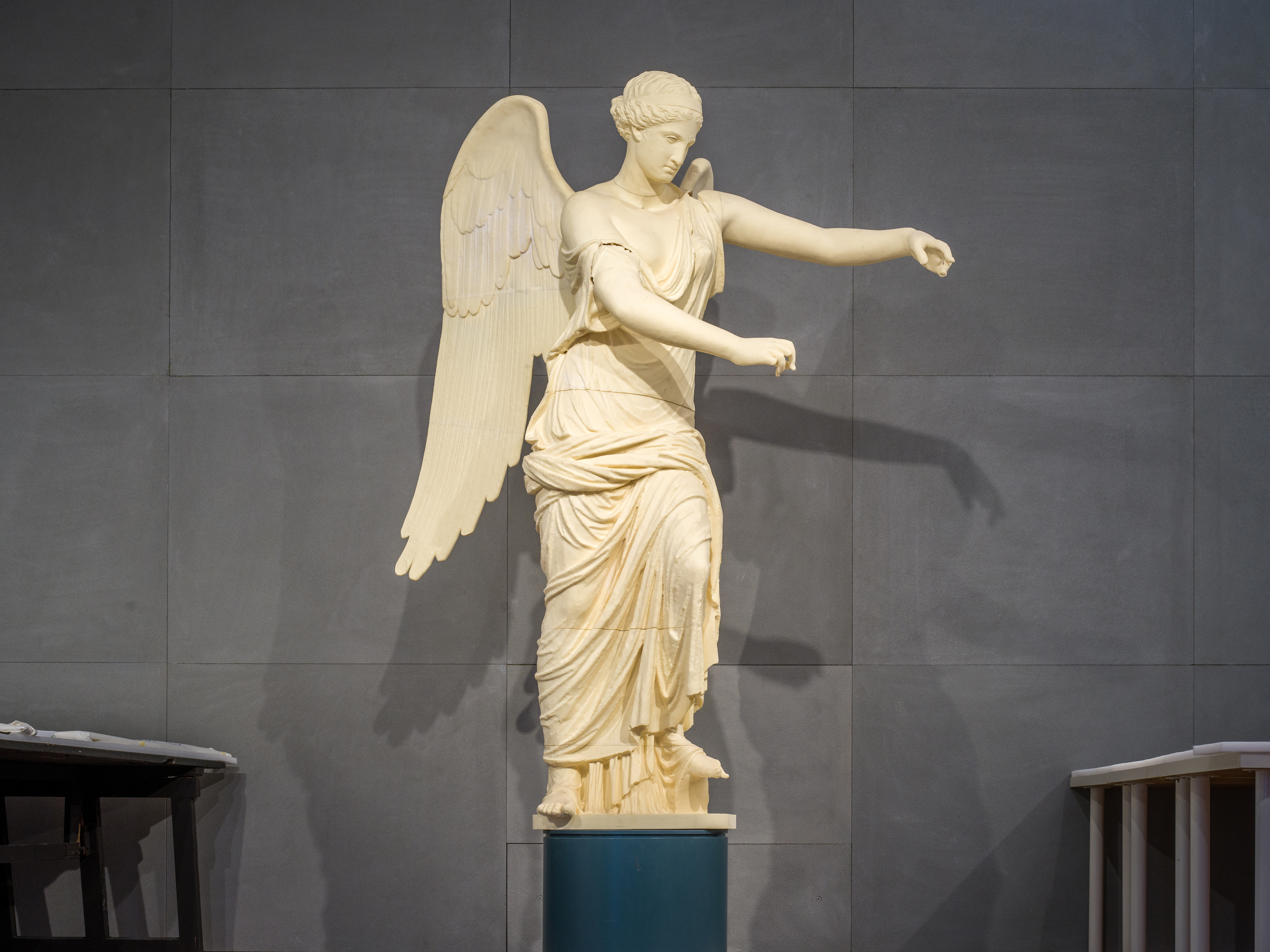
GFK Kopie einer antiken römischen Statue im Santa Giulia Museum in Brescia

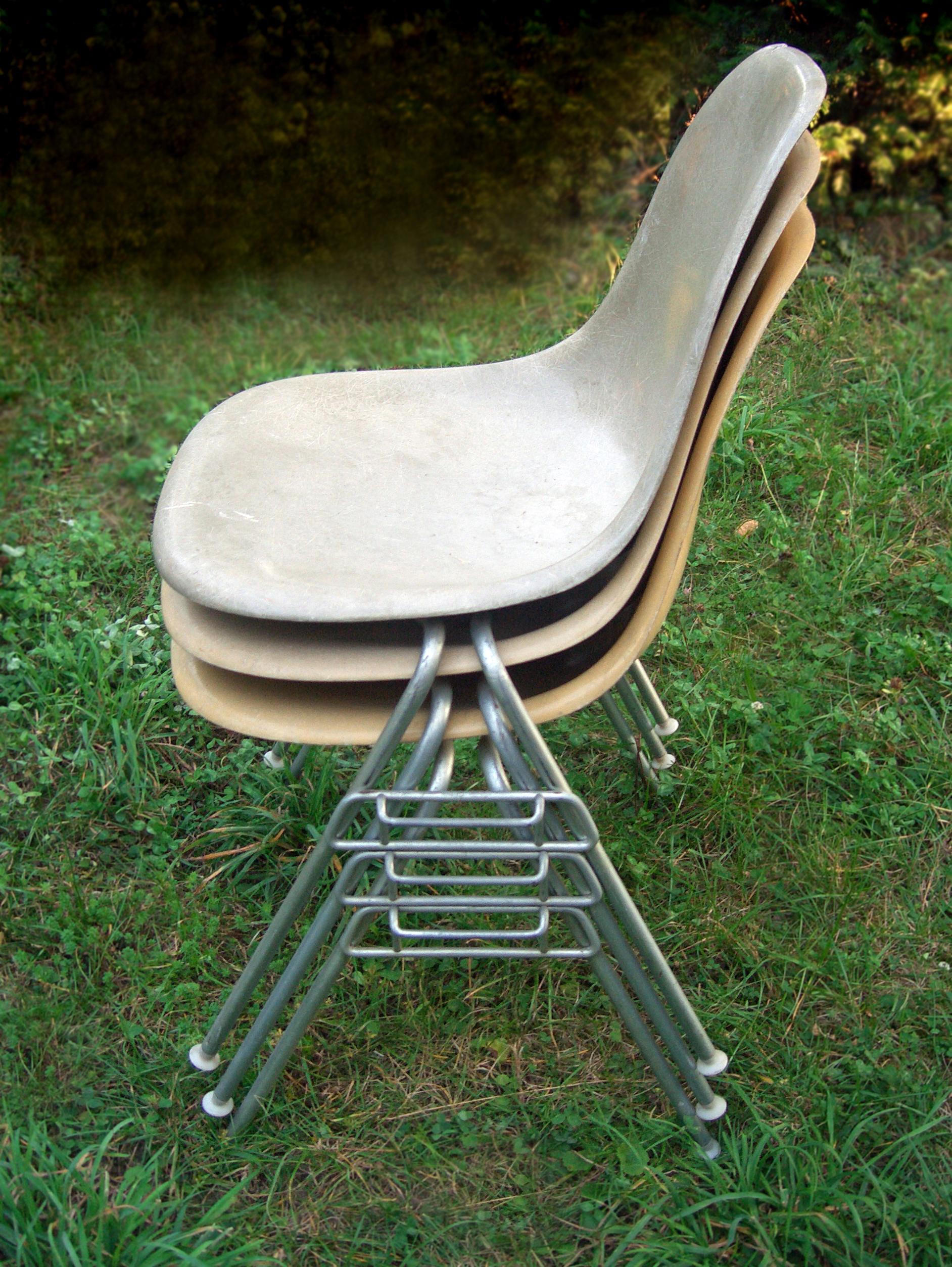
Stapelstuhl aus GFK

Glasfaserverstärkte Kunststoffe sind ein kostengünstiger und dennoch sehr hochwertiger Faser-Kunststoff-Verbund. In mechanisch hoch beanspruchten Anwendungen findet sich glasfaserverstärkter Kunststoff ausschließlich als Endlosfaser in Geweben oder in UD-Bändern.
Verglichen mit Faser-Kunststoff-Verbunden aus anderen Verstärkungsfasern hat der glasfaserverstärkte Kunststoff im Verbund mit einer passenden Kunststoffmatrix hohe Bruchdehnung, hohe elastische Energieaufnahme, aber einen relativ niedrigen Elastizitätsmodul. Selbst in Faserrichtung liegt er unter dem von Aluminium. Für Bauteile mit hohen Steifigkeitsanforderungen ist er daher nicht geeignet, dafür aber gut für Blattfedern und ähnliche Bauteile.
Glasfaserverstärkter Kunststoff hat auch in aggressiver Umgebung ein ausgezeichnetes Korrosionsverhalten. Dies macht ihn zu einem geeigneten Werkstoff für Behälter im Anlagenbau oder auch für Bootsrümpfe. Da diese Rümpfe auch unmagnetisch sind, wurde das Material schon ab 1966 zum Bau von Minensuchbooten verwendet.
Die über der von kohlenstofffaserverstärktem Kunststoff liegende Dichte wird bei diesen Anwendungen in Kauf genommen.
Mit einer geeigneten Matrix hat glasfaserverstärkter Kunststoff eine gute elektrische Isolationswirkung, was ihn zu einem gut brauchbaren Werkstoff der Elektrotechnik macht. Besonders Isolatoren, die hohe mechanische Lasten übertragen müssen, werden aus glasfaserverstärktem Kunststoff gefertigt. Schaltschränke für den Außenbereich werden wegen der Beständigkeit und Stabilität des Materials häufig aus GFK gefertigt.
Marktlage
2015 wurden in Europa ca. 1.069.000 Tonnen GFK hergestellt. Wichtigster Abnehmer war mit 35 % der Gesamtmenge die Transportindustrie, gefolgt von der Konstruktionsindustrie (unter anderem für Rotorblätter von Windkraftanlagen) sowie die Elektronik- und Sportgeräteindustrie mit 30 %.
Im Jahr 2014 wurden in Europa die folgenden Mengen an glasfaserverstärktem Kunststoff verarbeitet:
- Behälter und Rohre, überwiegend im Faserwickel- und Schleuderverfahren: 145e6 kg
- GMT und LFT (siehe Faser-Matrix-Halbzeuge): 121e6 kg
- Kontinuierliche Verfahren, wie z. B. die Pultrusion: 132e6 kg
- RTM-Verfahren: 132e6 kg
- Pressen von SMC und BMC: 264e6 kg
- Verfahren mit offener Form, wie z. B. Handlaminieren oder Faserspritzen: 232e6 kg
- andere Verfahren: 17e6 kg

Insgesamt wurden 1.043 kt glasfaserverstärkter Kunststoff in Europa im Jahr 2014 verarbeitet.

## Sorten
Einige typische Sorten glasfaserverstärkter Kunststoffe sind:
|                                | EN 60893-3 | NEMA LI 1-1998 | MIL                       |
| ------------------------------ | ---------- | -------------- | ------------------------- |
| Epoxidharz-Laminat             | EP GC 202  | FR-4           | MIL-I-24768/27 (GEE-F)    |
| Epoxidharz-Laminat             | EP GC 204  | FR-5           | MIL-I-24768/28 (GEB-F)    |
| Epoxidharz-Laminat             | EP GC 201  | G-10           | MIL-I-24768/2 (GEE)       |
| Epoxidharz-Laminat             | EP GC 203  | G-11           | MIL-I-24768/3 (GEB)       |
| Melaminharz-Laminat            | MF GC 201  | G-5            | MIL-I-24768/8 (GMG)       |
| Melaminharz-Laminat            | MF GC 201  | G-9            | MIL-I-24768/1 (GME)       |
| Phenol-Formaldehydharz-Laminat | PF GC 301  | G-3            | MIL-I-24768/18 (GPG)      |
| Polyesterharz-Laminat          | UP GM 201  | GPO-1          | MIL-I-24768/4 (GPO-N-1)   |
| Polyesterharz-Laminat          | UP GM 202  | GPO-2          | MIL-I-24768/5 (GPO-N-2)   |
| Polyesterharz-Laminat          | UP GM 203  | GPO-3          | MIL-I-24768/6 (GPO-N-3)   |
| Polyesterharz-Laminat          |            | GPO-1P         | MIL-I-24768/31 (GPO-N-1P) |
| Polyesterharz-Laminat          |            | GPO-2P         | MIL-I-24768/32 (GPO-N-2P) |
| Polyesterharz-Laminat          |            | GPO-3P         | MIL-I-24768/33 (GPO-N-3P) |
| PTFE-Laminat                   |            |                | MIL-I-24768/7 (GTE)       |
| Silikonharz-Laminat            | SI GC 201  | G-7            | MIL-I-24768/17 (GSG)      |

## Typische Bauteile

### Kurz- und langfaserverstärkte Bauteile
Kurzfaserverstärkte Bauteile finden vor allem Verwendung als Verkleidungen oder werden wegen der guten Formbarkeit und großen Gestaltungsfreiheit hergestellt.
Kurzfaserverstärkte Bauteile weisen meist ein quasiisotropes Verhalten auf, da die Kurzfasern zufällig verteilt vorliegen. Eine schwach ausgeprägte Orthotropie kann beim Spritzguss von kurzfaserverstärkten Thermoplasten entstehen. Die Fasern orientieren sich dabei entlang der Fließlinien.
Die Beimischung von Kurzglasfasern zu Thermoplasten verbessert deren Steifigkeit, Festigkeit und insbesondere deren Verhalten bei hohen Temperaturen. Das Kriechen kurzfaserverstärkter Thermoplaste ist geringer als das des Grundmaterials.

### Endlosfaserverstärkte Bauteile
Endlosfaserverstärkte Bauteile werden mit definierten Materialeigenschaften hergestellt. Immer häufiger finden sie Verwendung im Leichtbau.
- GFK aus Geweben oder Gelegen
- GFK aus Rovings oder unidirektionalen Geweben/Gelegen (hergestellt im Strangziehverfahren)
- Mischformen aus den oben genannten Arten

Dabei werden als Matrix meist Duroplaste verwendet. Zum Beispiel wurde unter dem Begriff Fiberglas ein Verbundwerkstoff aus gewobenen Glasfasermatten und Polyesterharz bekannt.

## Anwendungen (Auswahl)
- Bewehrung im Betonbau
- Blattfedern
- Duschwannen und Badewannen
- Fahrzeugteile (z. B. Motorhauben, Kotflügel)
- Hüllen und Umwandungen
- Kleinformteile
- Kletterhilfen für die Fassadenbegrünung mit Kletterpflanzen
- Profile und Bewehrungen
- Rohre
- Rotorblätter für Windenergieanlagen und Helikopter
- Rümpfe und Tragflächen von Segelflugzeugen oder Hochleistungs-Motorflugzeugen
- Rümpfe von Booten und Yachten
- Fahrzeugverkleidungen im Automobilrennsport
- Spielplatzrutschen/Rutschbahnen
- Wasserrutschen
- Taktstöcke und Violinbögen
- Verkleidungen und Fassaden
- Wurfarme für Armbrüste
- Angelbauteile
- Ausleger für Straßenbahnoberleitungen
- Hangar- und Industrietore
- Leiterplatten
- Kühltürme
- Schutzhülle für UHF-Sendeantennen
- Tanks für Lebensmittel- und chemische Industrie
- Herstellung von Skulpturen

## Probleme bei der Herstellung und Verarbeitung
Bei der Verwendung von Polyesterharzen werden Styroldämpfe freigesetzt. Diese reizen die Schleimhäute und Atemwege. Deshalb schreibt die GefStoffV einen maximalen Arbeitsplatzgrenzwert (AGW) von 86 mg/m³ vor. In bestimmten Konzentrationen kann sogar ein explosionsfähiges Gemisch entstehen.
Bei der Weiterbearbeitung von GFK-Bauteilen (Schleifen, Schneiden, Sägen) entstehen Feinstäube und Späne mit glasigen Filamenten sowie klebrige Stäube in erheblichen Mengen. Diese beeinträchtigen die Gesundheit von Menschen und die Funktionalität der Maschinen und Anlagen.
Damit Arbeitsschutzvorschriften eingehalten und die Wirtschaftlichkeit nachhaltig gewährleistet werden kann, ist die Installation von effektiven Absaug- und Filteranlagen nötig.

## Entsorgung/Verwertung
GFK kann in der Zementproduktion als Ersatzbrennstoff beigemischt werden, wobei der Kunststoffanteil Energie liefert und der Glasanteil Teil des Zementrohstoffs wird. Die Firma Neocomp GmbH hat dieses Verfahren entwickelt und wendet es derzeit an (Stand: September 2019).